# Шовтута Олександр Іванович
Олекса́ндр Іва́́нович Шовту́та (21 жовтня 1984 — 3 вересня 2014) — солдат 27-го реактивного артилерійського полку Збройних сил України, учасник російсько-української війни.

## Життєпис

Пам'ятник українським воїнам, які загинули в АТО на сході України у Недригайлові

Народився 1984 року в смт Недригайлів (Недригайлівський район, Сумська область). Закінчив ЗОШ, Недригайлівське ПТУ, агрономічне відділення, пройшов строкову службу у Володимирі-Волинському. Демобілізувавшись, проживав у Сумах, одружився. Працював на автозаправній станції, згодом повернувся до Недригайлова. Працював у ТОВ «Сумиагротехніка» комбайнером, придбав автомобіль.
Мобілізований наприкінці березня 2014-го, старший механік, 27-й реактивний артилерійський полк.
Уночі проти 4 вересня 2014-го загинув під час обстрілу з території РФ із РСЗВ «Смерч» базового табору артилерійського полку в селі Побєда.
Без Олександра лишились батько, мама Віра Юріївна, дружина, син (2009 р. н.), донька Влада (2013 р. н.)
Похований у смт Недригайлів.

## Нагороди і вшанування
За особисту мужність і героїзм, виявлені у захисті державного суверенітету та територіальної цілісності України, вірність військовій присязі під час російсько-української війни, відзначений — нагороджений
- орденом «За мужність» III ступеня (посмертно)
- 3 вересня 2019 року на його честь та військових Сергія Грибеника й Євгена Керечанини у смт Недригайлів звели пам'ятник.[1]
- Його портрет розміщений на меморіалі «Стіна пам'яті полеглих за Україну» у Києві: секція 4, ряд 8, місце 6
- Вшановується в меморіальному комплексі «Зала пам'яті», в щоденному ранковому церемоніалі 3 вересня[2]